# کیم یومی
کیم یومی (انگلیسی: Kim Yoo-mi (actress)؛ زادهٔ ۱۲ اکتبر ۱۹۷۹) یک هنرپیشه، و بازیگر سینما اهل کره جنوبی است. او در سریال تاجر پوسان با بازی در نقش چایون در ایران شناخته شد.